# ماتي ريهاك
ماتي ريهاك هو لاعب كرة قدم سلوفاكي في مركز الدفاع، ولد في 15 فبراير 1990 في تشيكوسلوفاكيا. لعب مع نادي سبارتاك ترنافا ونادي سيريد.

## وصلات خارجية
- ماتي ريهاك على موقع قاعدة بيانات كرة القدم.إي يو (الإنجليزية)
- ماتي ريهاك على موقع Soccerway.com (الإنجليزية)